# Taylor Dent
Taylor Dent, född 24 april 1981 i Newport Beach, Kalifornien, USA är en amerikansk högerhänt tennisspelare. Han blev proffs 1998 och nådde sin hittills bästa placering 21 i augusti 2005. Dent har i sin karriär vunnit fyra singeltitlar.

## Tenniskarriären
Taylor Dent påbörjade sin professionella karriär 1998. 2002 vann Dent sin första ATP-titel, i Newport. Detta följde han upp nästkommande år genom att vinna tre singeltitlar under samma år.
2004 nådde han final i Tokyo, men förlorade där mot Jiří Novák med 7-5, 1-6, 3-6. 2005 avancerade Dent till ytterligare två finaler, i Adelaide och Indianapolis men förlorade båda. Det var även under 2005 som Dent nådde sin högsta singelranking.
I dubbel nådde han 2004 tillsammans Alex Bogomolov Jr. finalen i Peking.

## Personen
Taylor Dent är son till Australian Open-finalisten 1974, Phil Dent. Hans mamma, Betty Ann (Grubb) Stuart, som nu är omgift, nådde dubbelfinalen i US Open tillsammans med Renée Richards 1977.
Dent har en amerikansk och en australisk flagga tatuerad på högra axeln. Den australiska flaggan finns där eftersom Dent har ursprung från Australien.
Han är gift med WTA-spelaren Jennifer Hopkins. Dent och Hopkins födde 26 januari 2010 en pojke, som fick namnet Declan James Phillip Dent.

## Finaler

### Singel: 7 (4-3)
Vinster (4)
| Turneringstyp                     |
| Grand Slam (0)                    |
| Tennis Masters Cup (0)            |
| ATP Masters Series (0)            |
| ATP International Series Gold (1) |
| ATP Tour (3)                      |

| Nr | Datum             | Turnering         | Underlag            | Motståndare i finalen | Resultat      |
| 1. | 7 juli 2002       | Newport, USA      | Gräs                | James Blake           | 6–1, 4–6, 6–4 |
| 2. | 17 februari 2003  | Memphis, USA      | Hardcourt (inomhus) | Andy Roddick          | 6–1, 6–4      |
| 3. | 22 september 2003 | Bangkok, Thailand | Hardcourt (inomhus) | Juan Carlos Ferrero   | 6–3, 7–6(5)   |
| 4. | 29 september 2003 | Moskva, Ryssland  | Matta (inomhus)     | Sargis Sargsian       | 7–6(5), 6–4   |

Förluster (3)
- 2004
  - Tokyo (förlorade mot Jiří Novák)
- 2005
  - Adelaide (förlorade mot Joachim Johansson)
  - Indianapolis (förlorade mot Robby Ginepri)